# 硝酸釤
硝酸釤（化學式： Sm(NO3)3）是釤的硝酸鹽，为淡黄色易溶于水的化合物。

## 製備
硝酸釤可以藉由將硝酸與氫氧化釤反應生成：
Sm(OH)3 + 3 HNO3 → Sm(NO3)3 + 3 H2O

## 性质
硝酸钐六水合物加热至90°C熔化，在125°C失去一分子结晶水，继续加热逐步失去结晶水，直至355°C得到一水合物，405°C得到不稳定的中间体Sm2(NO3)3，520°C得到SmONO3，最终热分解产物为Sm2O3。